# Kushtagi
Kushtagi is een panchayatdorp in het district Koppal van de Indiase staat Karnataka. 

## Demografie
Volgens de Indiase volkstelling van 2001 wonen er 21.180 mensen in Kushtagi, waarvan 51% mannelijk en 49% vrouwelijk is. De plaats heeft een alfabetiseringsgraad van 64%. 